# Ogmoderidius flavolineatus
Ogmoderidius flavolineatus là một loài bọ cánh cứng trong họ Cerambycidae.